# Cohete acelerador sólido

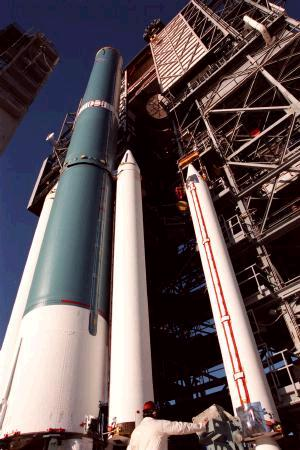
Imagen de la NASA del cohete acelerador sólido (derecha) siendo adjuntado al Delta II (azul). Se pueden ver dos cohetes (blanco) ya agregados.

Los Cohetes Aceleradores Sólidos (SRB, Solid Rocket Boosters, o SRM, para denominar a los motores en sí) son usados para proporcionar empuje principal a los lanzamientos de naves espaciales desde la plataforma de despegue hasta el agotamiento de los SRBs. Muchos vehículos de lanzamientos usan SRBs, incluyendo el Ariane 5, Atlas V, y el Transbordador Espacial de la NASA. El Transbordador Espacial de la NASA usaba dos SRBs, que en su época fueron los más grandes de su clase en servicio.
Los SRBs de propergol sólido son mejores para propulsar lanzaderas en comparación con los cohetes de propergol líquido, porque proporcionan mayor empuje y no es necesario el usos de sistemas refrigerantes o aislantes, requisitos indispensables en los cohetes de propergol líquido. Además, añadir SRBs desechables a un vector impulsado por cohetes de combustible líquido aligera la cantidad de combustible necesario y disminuye la masa total de la lanzadera. A esto se le conoce como estadificación.